# Puchar Czarnogóry w piłce siatkowej mężczyzn (2021/2022)
Puchar Czarnogóry w piłce siatkowej mężczyzn 2021/2022 – 16. sezon rozgrywek o siatkarski Puchar Czarnogóry zorganizowany przez Czarnogórski Związek Piłki Siatkowej (Odbojkaški savez Crne Gore, OSCG). Zainaugurowany został 9 grudnia 2021 roku.
Rozgrywki składały się z ćwierćfinałów, półfinałów i finału. Brały w nich udział zespoły grające w I lidze. We wszystkich rundach rywalizacja toczyła się w systemie pucharowym. W ćwierćfinałach o awansie decydowało jedno spotkanie, natomiast w półfinałach w ramach pary rozgrywany był dwumecz.
Finał odbył się 29 marca 2022 roku w Verde Complex w Podgoricy. Po raz czwarty z rzędu Puchar Czarnogóry zdobył klub Budva, pokonując w finale zespół Budućnost Podgorica. MVP finału wybrany został Serb Aleksandar Gmitrović.

## System rozgrywek
Rozgrywki o Puchar Czarnogóry w sezonie 2021/2022 składają się z ćwierćfinałów, półfinałów i finału.
Pary ćwierćfinałowe powstają w drodze losowania. W ramach pary drużyny rozgrywają jedno spotkanie decydujące o awansie.
Po rozegraniu ćwierćfinałów ponownie odbywa się losowanie ustalające pary półfinałowe. Półfinały grane są w formie dwumeczów. O awansie decyduje liczba zdobytych punktów meczowych. Za zwycięstwo 3:0 lub 3:1 drużyna otrzymuje 3 punkty, za zwycięstwo 3:2 – 2 punkty, za porażkę 2:3 – 1 punkt, natomiast za porażkę 1:3 lub 0:3 – 0 punktów. Jeżeli po rozegraniu dwóch meczów obie drużyny mają taką samą liczbę punktów, o awansie decyduje tzw. złoty set grany do 15 punktów z dwoma punktami przewagi jednej z drużyn.
Zwycięzcy półfinałów rozgrywają jedno spotkanie finałowe. Nie jest rozgrywany mecz o 3. miejsce.

## Drużyny uczestniczące
| I liga (7 drużyn)         | I liga (7 drużyn) |
| ------------------------- | ----------------- |
| Budućnost Podgorica       | finał             |
| Budva                     | zwycięstwo        |
| Galeb Liko Soho Group Bar | półfinał          |
| Jedinstvo Bijelo Polje    | ćwierćfinał       |
| Mediteran Budva           | ćwierćfinał       |
| Mornar Bar                | ćwierćfinał       |
| Sutjeska Nikšić           | półfinał          |

Uwaga: Do 16 stycznia 2022 roku klub Galeb Liko Soho Group Bar występował pod nazwą Galeb Bar.

## Rozgrywki

### Ćwierćfinały
| 09.12.2021 19:00 (UTC+1) | Budućnost Podgorica | 3:0 (25:16, 25:18, 25:15) | Jedinstvo Bijelo Polje | Sportski centar Morača, Podgorica Widzów: 40 |

| 11.12.2021 17:00 (UTC+1) | Mornar Bar | 1:3 (25:21, 18:25, 21:25, 23:25) | Sutjeska Nikšić | Sportska dvorana Topolica, Bar Widzów: 20 |

| 21.12.2021 20:00 (UTC+1) | Mediteran Budva | 0:3 (26:28, 15:25, 19:25) | Galeb Bar | Sportski centar Rea, Budva Widzów: 50 Sędziowie: Nikola Plamenac i Predrag Beljkaš |

### Półfinały
|  | Budućnost Podgorica | 6 – 0 | Sutjeska Nikšić |  |

| 24.02.2022 18:30 (UTC+1) | Budućnost Podgorica | 3:0 (25:14, 25:14, 25:13) | Sutjeska Nikšić | Sportski centar Morača, Podgorica Widzów: 20 Sędziowie: Dragana Vučinić i Petar Jocović |

| 28.02.2022 20:00 (UTC+1) | Sutjeska Nikšić | 0:3 (12:25, 17:25, 13:25) | Budućnost Podgorica | Sportski centar Morača, Podgorica Widzów: 10 Sędziowie: Petar Jocović i Branko Batizić |

|  | Budva | 6 – 0 | Galeb Liko Soho Group Bar |  |

| 24.02.2022 18:00 (UTC+1) | Budva | 3:0 (25:11, 25:18, 25:13) | Galeb Liko Soho Group Bar | Mediteranski Sportski Centar, Budva Widzów: 70 Sędziowie: Jelena Mitrović i Irena Lazović |

| 28.02.2022 17:00 (UTC+1) | Galeb Liko Soho Group Bar | 0:3 (9:25, 12:25, 16:25) | Budva | Sportska dvorana Topolica, Bar Widzów: 50 Sędziowie: Nikola Plamenac i Sonja Simonovska |

### Finał
| 29.03.2022 18:00 (UTC+1) | Budva | 3:2 (25:19, 25:19, 25:27, 23:25, 15:7) | Budućnost Podgorica | Verde Complex, Podgorica Widzów: 650 Sędziowie: Slobodan Kovačević i Branko Batizić |